# Jorgos Papandreu

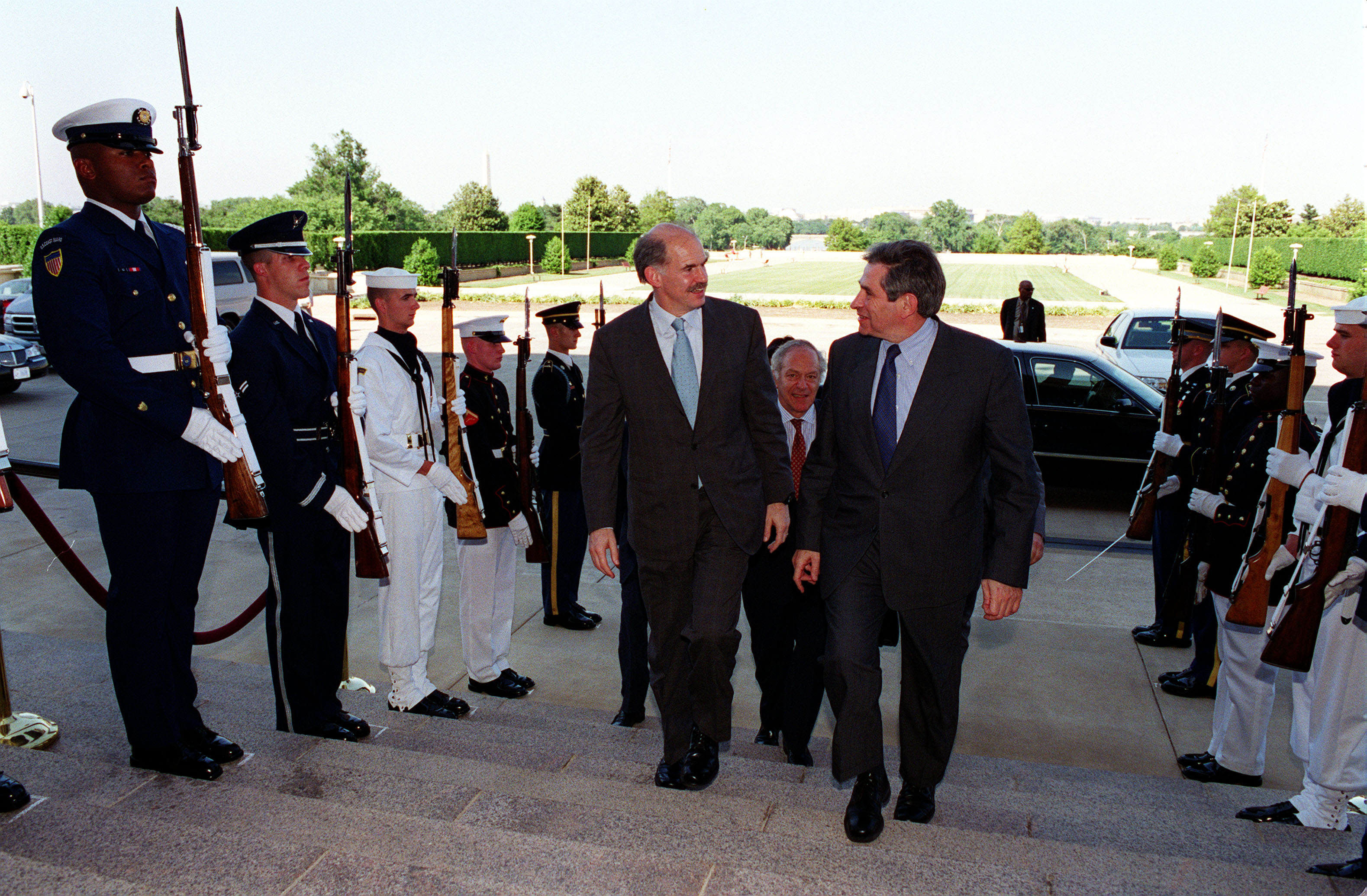
Jorgos Papandreu jako minister spraw zagranicznych z zastępcą sekretarza obrony USA Paulem Wolfowitzem (23 maja 2001)

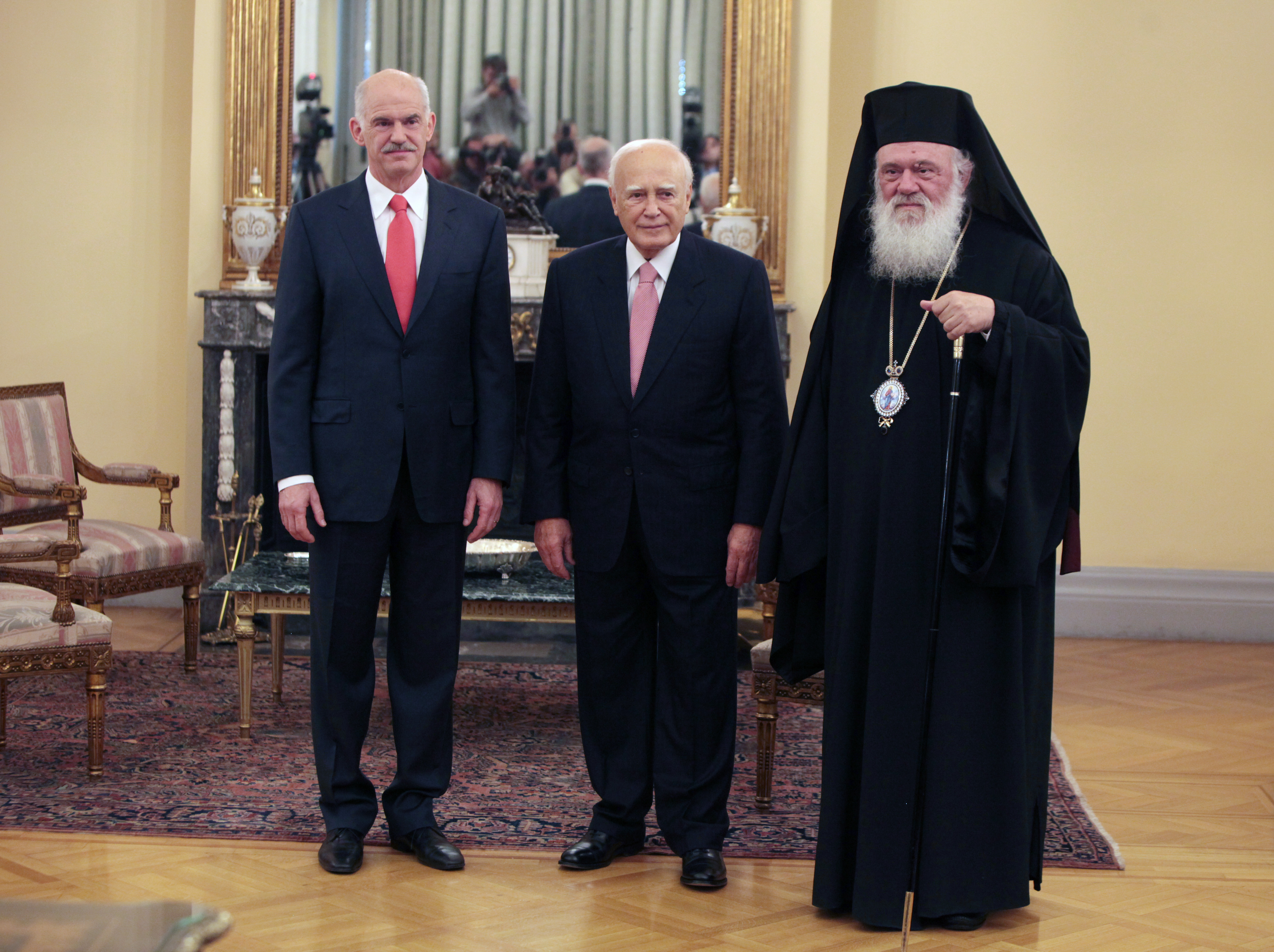
Premier Jorgos Papandreu w dniu zaprzysiężenia (6 października 2009)

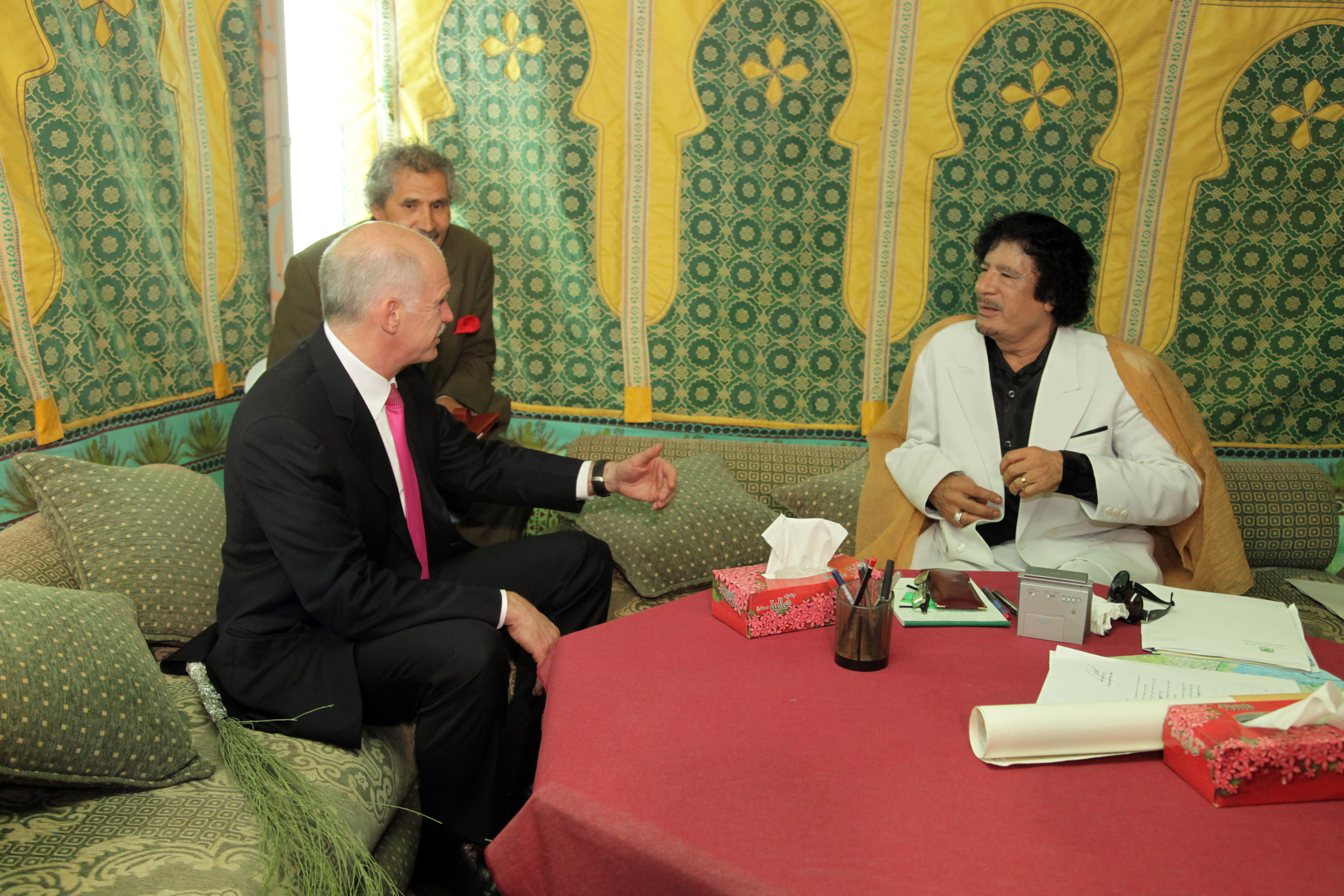
Jorgos Papandreu i Mu’ammar al-Kaddafi (9 czerwca 2010)

Jorgos Andreas Papandreu (gr. Γιώργος Ανδρέας Παπανδρέου, wym. [ˈʝorɣos papanˈðreu]; ur. 16 czerwca 1952 w Saint Paul) – grecki polityk. Długoletni poseł do Parlamentu Hellenów, przewodniczący Panhelleńskiego Ruchu Socjalistycznego (PASOK) w latach 2004–2012, przewodniczący Międzynarodówki Socjalistycznej. Minister edukacji i spraw religijnych w latach 1988–1989 oraz 1994–1996, minister spraw zagranicznych w latach 1999–2004 i 2009–2010, w latach 2009–2011 premier Grecji.

## Życiorys

### Rodzina i edukacja
Urodził się 16 czerwca 1952 w Saint Paul w Minnesocie w USA, gdzie jego ojciec Andreas Papandreu zajmował stanowisko profesorskie. Pochodzi z rodziny o tradycjach politycznych. Jego dziadek Jeorios Papandreu był trzykrotnie premierem Grecji, a ojciec dwukrotnie. Jednym z jego przodków był Zygmunt Mineyko, pochodzący z powiatu oszmiańskiego polski inżynier i powstaniec styczniowy.
Dzieciństwo spędził w USA i Kanadzie. W 1961 jego rodzina powróciła do Grecji. W 1967 jego ojciec został aresztowany przez rządzącą w tym czasie w kraju dyktaturę wojskową. Po 8 miesiącach aresztu i licznych międzynarodowych apelach został wypuszczony i wyjechał wraz z rodziną do Szwecji, gdzie uzyskał azyl polityczny.
W 1970 ukończył szkołę średnią King City Secondary School w Toronto w Kanadzie. W latach 1970–1975 studiował socjologię na Amherst College w Massachusetts (w 2002 otrzymał doktorat honoris causa tej uczelni), a w latach 1972–1973 na Uniwersytecie w Sztokholmie. Po zakończeniu nauki powrócił do Grecji odbyć obowiązkową służbę wojskową. W 1977 uzyskał magisterium na wydziale socjologii i rozwoju London School of Economics w Wielkiej Brytanii. W latach 1992–1993 był stypendystą w Center for International Affairs (CFIA) na Uniwersytecie Harvarda.

### Działalność polityczna do 2004
Zaangażował się w działalność polityczną pod koniec lat 70. W 1974, po ustanowieniu w Grecji rządów demokratycznych, do kraju powrócił jego ojciec, który założył wówczas Panhelleński Ruch Socjalistyczny (PASOK) i został liderem opozycji.
W 1981 Jorgos Papandreu został po raz pierwszy członkiem parlamentu z okręgu Achaja z ramienia PASOK-u. Z powodzeniem ubiegał się o poselską reelekcję w kolejnych wyborach w 1985, czerwcu 1989, listopadzie 1989, 1990, 1993, 1996 i 2000. W ostatnich dwóch przypadkach reprezentował okręg Ateny B. W latach 1982–1985 stał na czele parlamentarnej komisji edukacji, a od 1989 do 1993 kierował parlamentarną komisją kultury i edukacji. W 1984 wszedł w skład komitetu centralnego PASOK-u, a w 1996 został członkiem jego biura politycznego.
Od lipca 1985 do lutego 1987 pełnił funkcję podsekretarza stanu do spraw kulturalnych. Zajmował się sprawami greckiej diaspory oraz edukacji osób dorosłych. Od 22 czerwca 1988 do 2 lipca 1989 zajmował stanowisko ministra edukacji i spraw religijnych w gabinecie swego ojca. Po powrocie PASOK-u do władzy od października 1993 do lipca 1994 pełnił funkcję wiceministra spraw zagranicznych w kolejnym gabinecie Andreasa Papandreu. Był odpowiedzialny w tym czasie za stosunki grecko-amerykańskie oraz uczestniczył w negocjacjach w sprawie przyjęcia do Unii Europejskiej Szwecji, Finlandii, Austrii i Norwegii w trakcie greckiej prezydencji.
Od 8 lipca 1994 do 25 września 1996 zajmował po raz drugi stanowisko ministra edukacji i spraw religijnych. W latach 1996–1997 był koordynatorem rządu ds. organizacji w Atenach Letnich Igrzysk Olimpijskich w 2004. 18 lutego 1999 objął urząd ministra spraw zagranicznych w rządzie premiera Kostasa Simitisa i sprawował go do 13 lutego 2004. Dążył wówczas do poprawy stosunków z sąsiednimi państwami, w tym z Turcją, Albanią i Macedonią. Angażował się w rozwiązanie problemu narodowościowego na Cyprze. Za wkład w rozwój stosunków grecko-tureckich w 2003 otrzymał tytuł dyplomaty roku od magazynu „European Voice”. W 2003 został także wyróżniony Medalem „Zasłużony dla Tolerancji”.

### Działalność polityczna w latach 2004–2009
Wyrastał na głównego pretendenta do zastąpienia Kostasa Simitisa na stanowisku lidera partii. W styczniu 2004 były premier ogłosił swoją rezygnację z przywództwa w partii i zarekomendował go na swojego następcę. 8 lutego 2004 w partyjnym głosowaniu Jorgos Papandreu został wybrany większością głosów na nowego przewodniczącego PASOK-u. W wyborach parlamentarnych z marca 2004 PASOK przegrał jednak z Nowa Demokracją i stał się główną siłą opozycyjną. Premierem został wówczas Kostas Karamanlis. Lider socjalistów utrzymał po raz kolejny mandat poselski (tym razem w okręgu Saloniki A). Ponownie był wybierany na posła w wyborach w 2007 i 2009.
W maju 2005 został wiceprzewodniczącym Międzynarodówki Socjalistycznej, zgodnie z propozycją jej przewodniczącego Antónia Guterresa. W styczniu 2006 został mianowany przewodniczącym tej organizacji, będąc jedynym kandydatem na to stanowisko.
W wyborach parlamentarnych we wrześniu 2007 ponowne zwycięstwo odniosła centroprawicowa Nowa Demokracja premiera Kostasa Karamanlisa, zdobywając 152 z 300 mandatów. PASOK, ze 102 mandatami w parlamencie, pozostał w opozycji. W konsekwencji Jorgos Papandreu musiał walczyć o utrzymanie przywództwa w partii z Ewangelosem Wenizelosem. 11 listopada 2007 w partyjnym głosowaniu pokonał swojego konkurenta, zdobywając prawie 56% głosów i zachowując stanowisko.
Kierowany przez niego PASOK zwyciężył w wyborach PE w 2009. W tym samym roku partia wygrała także w przedterminowych wyborach parlamentarnych, zdobywając 160 mandatów w 300-osobowym Parlamencie Hellenów. Przyniosło to Jorgosowi Papandreu możliwość utworzenia gabinetu i przejęcia władzy. W czasie kampanii wyborczej lider socjalistów zapowiadał odmienną od rządowej strategię walki z kryzysem, obiecując pakiet stymulujący gospodarkę o wartości 3 miliardów euro oraz podwyżkę podatków dla najbogatszych i pomoc najbiedniejszym obywatelom. Ogłosił program ożywienia gospodarki poprzez podwyżkę pensji i emerytur ponad wskaźnik inflacji w 2010. Po zwycięstwie w wyborach ogłosił „nowy rozdział” w greckiej polityce. Zapowiedział „uwolnienie potencjału” tkwiącego w jego kraju, walkę z korupcją, protekcjonizmem i bezprawiem, przywrócenie Grekom nadziei i wiarę w sukces. Jednocześnie ostrzegł społeczeństwo przed ciężkim czasami walki z kryzysem zadaniem, za które, jak powiedział, jest gotów wziąć odpowiedzialność.

### Premier Grecji

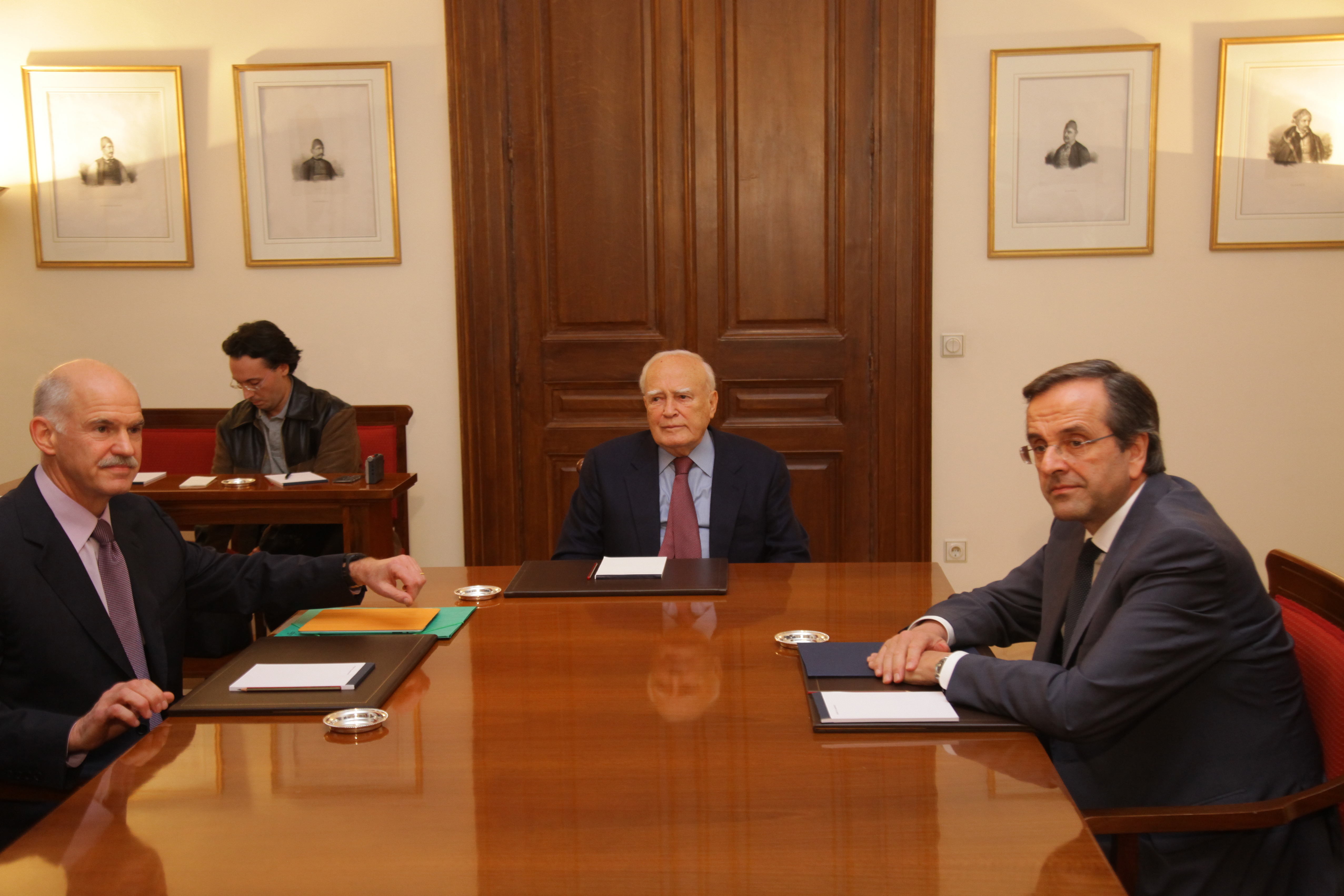
Negocjacje w sprawie powołania rządu jedności narodowej (6 listopada 2011)

5 października 2009, kilka godzin po ogłoszeniu wyników wyborów, prezydent Karolos Papulias powierzył mu misję sformowania nowego gabinetu. 6 października 2009 został zaprzysiężony na urząd premiera w pałacu prezydenckim. Przysięgę odbierał od niego Hieronim II, arcybiskup Aten i zwierzchnik Kościoła Grecji. Tego samego dnia ogłosił skład swojego gabinetu, w którym sam objął stanowisko ministra spraw zagranicznych. 7 października 2009 jego gabinet obejmujący 14 ministrów został zaprzysiężony. Grecką dyplomacją kierował do 7 września 2010, kiedy to zastąpił go Dimitris Drutsas. Od 7 października do 31 grudnia 2009 sprawował funkcję przewodniczącego OBWE.
Wkrótce po objęciu władzy rząd Jorgosa Papandreu podał opracowane przez siebie dane o stanie finansów państwa, z których wynikało, że były one w znacznie gorszej sytuacji niż wcześniej sądzono. Zgodnie z nimi deficyt budżetowy wynosił 12,7% (czterokrotnie więcej niż wymagany w strefie euro limit 3%), a dług publiczny 300 miliardów euro, co stanowiło 113% PKB. Z powodu trwającego kryzysu gospodarczego grecka gospodarka uległa spowolnieniu, spadły dochody budżetowe, a stopa bezrobocia w listopadzie 2009 przekroczyła 10%. W obliczu katastrofalnej sytuacji finansów państwowych w grudniu 2009 rząd po raz pierwszy ogłosił plan oszczędnościowy, który zakładał redukcję deficytu budżetowego do 3% w 2013. Gabinet zdecydował się na redukcję o 10% wydatków budżetowych, w tym na cele społeczne i sektor obrony, nałożenie podatków na sektor bankowy oraz zamrożenie płac w sferze budżetowej.
Działania rządu okazały się niewystarczające, wobec czego w styczniu 2010 ogłoszony został drugi pakiet oszczędnościowy, który zakładał obniżki płac w sferze budżetowej, wzrost akcyzy na paliwo oraz działania na rzecz zwiększenia ściągalności podatków. Kroki te spowodowały wybuch ogólnokrajowych protestów w lutym i marcu 2010, organizowanych przez związki zawodowe i grupy społeczne niezadowolone z polityki oszczędnościowej, co przyczyniać się mogło do pogorszenia sytuacji życiowej obywateli. W marcu 2010 premier ogłosił kolejną transzę podwyżki podatków i ograniczeń wydatków państwa na łączną kwotę 6,5 miliarda euro.
Pogarszająca się sytuacja gospodarcza doprowadziła w maju 2010 do przyznania Grecji przez państwa strefy euro i Międzynarodowy Fundusz Walutowy pakietu pomocowego w wysokości 110 miliardów euro. Pożyczka ta wiązała się jednak z koniecznością dalszych cięć budżetowych, co prowadziło do powtarzających się strajków i protestów ludności. W czasie protestów w maju 2010 zginęły 3 osoby. W październiku 2010 Jorgos Papandreu zadecydował o nowych ograniczeniach wydatków państwowych. Środki zawarte w projekcie budżetu kolejny rok obejmowały dalszą podwyżkę podatków, w tym nałożenie wyższej stawki podatku VAT.
W lutym 2011 międzynarodowi wierzyciele Grecji, w tym kraje strefy euro, uznały dotychczasowe działania rządu za niewystarczające i wezwały premiera do przyspieszenia tempa reform w celu uniknięcia przez kraj bankructwa. Zła sytuacja gospodarcza spowodowała gwałtowny spadek poparcia dla rządu. W czerwcu 2011 zorganizowany został strajk generalny, w czasie którego dziesiątki tysięcy protestujących demonstrowało przed siedzibą parlamentu przeciwko polityce rządu. W tym samym miesiącu premier dokonał zmian w rządzie, powołując na stanowisko wicepremiera i ministra finansów dotychczasowego ministra obrony Ewangelosa Wenizelosa. Rząd 22 czerwca 2011 uzyskał wotum zaufania w parlamencie, po czym ogłosił nowy pakiet reform, podwyżek podatków i prywatyzacji na łączną kwotę 28 miliardów euro.
W lipcu 2011 kraje strefy euro oraz MFW udzieliły Grecji drugiej transzy pomocy finansowej w wysokości 109 miliardów euro. Nie uchroniło to jednak kraju przed perspektywą bankructwa, w październiku 2011 grecki dług państwowy wynosił 340 miliardów euro. W październiku 2011 Komisja Europejska, Europejski Bank Centralny i Międzynarodowy Fundusz Walutowy przyznały Grecji kolejną pomoc finansową w wysokości 130 miliardów euro. Dodatkowo prywatni wierzyciele Grecji umorzyli państwu połowę należnych im zobowiązań. Pomoc wiązała się z kolejnymi środkami oszczędnościowymi.
31 października 2011 Jorgos Papandreu ogłosił projekt zorganizowania referendum w sprawie przyjęcia pakietu pomocowego. Plan spotkał się z negatywną reakcją ze strony opozycyjnej Nowej Demokracji, a także części partii rządzącej i członków samego gabinetu, m.in. ministra finansów. Sceptycznie do referendum odnieśli się również przywódcy największych państw Eurogrupy, prezydent Nicolas Sarkozy i kanclerz Angela Merkel, którzy zapowiedzieli przekazanie Grecji kolejnych transzy pomocowych dopiero po zatwierdzeniu przez rząd warunków ostatnio wynegocjowanego pakietu. Negatywnie zareagowały także rynki finansowe, gdyż planowane głosowanie mogło przedłużyć okres niepewności i zawieszenia. Grecka opozycja wezwała premiera do rezygnacji z urzędu i organizacji wcześniejszych wyborów. 3 listopada 2011, wobec narastającego sprzeciwu, wycofał się z planu organizacji referendum. 5 listopada 2011 jego rząd wygrał głosowanie nad złożonym wcześniej przez opozycję wnioskiem o wotum zaufania. Nie spowodowało to jednak zmniejszenia presji ze strony opozycji, części koalicji, społeczności międzynarodowej i protestującego społeczeństwa, postrzegających premiera jako polityka niezdolnego do wyprowadzenia kraju z zapaści gospodarczej.
6 listopada 2011 Jorgos Papandreu i lider opozycji Andonis Samaras, w towarzystwie prezydenta Karolosa Papuliasa, przystąpili do rozmów mających na celu zakończenie kryzysu politycznego. W wyniku rozmów premier zgodził się na ustąpienie z urzędu, a obie partie zgodziły się na utworzenie wspólnego rządu jedności narodowej funkcjonującego do czasu wcześniejszych wyborów parlamentarnych planowanych na luty 2012. Po kilkudniowych negocjacjach ustalony został skład rządu, na czele którego stanął bezpartyjny ekonomista Lukas Papadimos. W szeregach gabinetu znaleźli się członkowie PASOK-u, Nowej Demokracji oraz partii LAOS. 10 listopada 2011 Jorgos Papandreu złożył dymisję na ręce prezydenta, który na stanowisko premiera desygnował wyznaczonego wcześniej Lukasa Papadimosa. 11 listopada 2011 nowy premier i rząd zostali oficjalnie zaprzysiężeni.

### Działalność od 2011
18 marca 2012 nowym liderem Panhelleńskiego Ruchu Socjalistycznego został Ewangelos Wenizelos. Jorgos Papandreu w dwóch kolejnych wyborach z maja 2012 i z czerwca 2012 ponownie uzyskiwał mandat poselski w okręgu Achaja. W styczniu 2015 w obliczu przedterminowych wyborów parlamentarnych założył nowe ugrupowanie pod nazwą To Kinima. Partia ta nie przekroczyła jednak wyborczego progu. W styczniu 2017 wraz ze swoim ugrupowaniem dołączył do Ruchu na rzecz Zmian, koalicji politycznej skupionej wokół PASOK-u. W 2019 po kilkuletniej przerwie powrócił do greckiego parlamentu. Mandat poselski utrzymywał także w wyborach w maju 2023 i czerwcu 2023.
W 2021 ubiegał się o przywództwo w Ruchu na rzecz Zmian, przegrywając w drugiej turze partyjnych wyborów z Nikosem Andrulakisem.

## Życie prywatne
Jorgos Andreas Papandreu jest żonaty z Adą Papandreu. Ma dwoje dzieci: syna Andreasa (ur. 1982) i córkę Margaritę-Elenę (ur. 1990). Mówi również w języku angielskim i szwedzkim. W działalność polityczną zaangażował się również jego brat Nikos Papandreu.

## Odznaczenia
Odznaczony m.in. Krzyżem Komandorskim z Gwiazdą Orderu Zasługi Rzeczypospolitej Polskiej (1996).